# Floyd (Nowy Jork)
Floyd – miasto w Stanach Zjednoczonych, w stanie Nowy Jork, w hrabstwie Oneida.